# ژان شارل فرناندز
ژان شارل فرناندز (انگلیسی: Jean Charles Fernandez؛ زادهٔ ۲۰ ژانویهٔ ۱۹۹۸) بازیکن فوتبال اهل گینه است.
وی همچنین در تیم‌های ملی فوتبال زیر ۲۰ سال گینه و گینه بازی کرده است.